# Jürgen Rebel
Jürgen Rebel (* 17. Juli 1963 in Darmstadt) ist ein ehemaliger deutscher Tischtennisnationalspieler. Er war viermal Deutscher Einzelmeister im Schüler- und Jugendbereich und zweimal Deutscher Meister im Mixed.

## Jugend
Mit 6 Jahren begann Jürgen Rebel unter Anleitung seines Vaters mit dem Tischtennissport. Die ersten Erfolge erzielte er bei deutschen Schülermeisterschaften: 1977 und 1978 holte er den Titel im Einzel, 1976 und 1977 im Doppel (1976 mit Markus Fischer, 1977 mit Jörg Budzisz) sowie 1978 im Mixed mit Evelin Ogroske. Beim Bundesranglistenturnier der Schüler belegte er 1976 und 1978 Platz 1, 1977 Platz 2.
1979 wurde er Deutscher Meister der Jugend im Einzel und im Doppel (mit Markus Fischer). Ein Jahr später verteidigte er den Titel im Einzel und gewann im Mixed mit Susanne Wenzel. Von 1979 bis 1981 siegte er dreimal in Folge beim Bundesranglistenturnier TOP 12 der Jugend. Hinzu kommen Platzierungen bei internationalen Deutschen Meisterschaften, 1979 Silber im Mixed mit Susanne Wenzel und Gold 1981 im Einzel.
1979 und 1981 gewann er mit Susanne Wenzel die Europameisterschaft im Mixed.
Die Erfolge im Jugendbereich weckten Hoffnungen auf einen zukünftigen Leistungsträger, die er aber nicht erfüllen konnte.

## Erwachsene
Bei den nationalen deutschen Meisterschaften siegte Rebel 1982 und 1985 jeweils mit Susanne Wenzel. Platz 4 erreichte er 1985, 1986, 1987 im Einzel und 1980 im Doppel mit Georg Böhm. In der Saison 1988/89 wurde er mit dem ATSV Saarbrücken deutscher Mannschaftsmeister. 1987 wurde er mit diesem Verein Zweiter im Europapokal der Landesmeister.
Zwischen 1981 und 1988 wurde er 40 mal in Länderspielen der deutschen Nationalmannschaft eingesetzt. Sein Debüt gab er im März 1981 in Náchod beim Europaliga-Spiel gegen die CSSR, wo er seine beiden Einzel verlor. Viermal war er bei Weltmeisterschaften vertreten (WM 1981, WM 1983, WM 1987 und WM 1989 nur Individualwettbewerbe), ebenso oft bei Europameisterschaften (1982, 1986, 1988, 1990 nur Individualwettbewerbe). 1988 war er bei den Olympischen Spielen in Seoul vertreten.

## Vereine
- bis 1976: DJK Ober-Roden
- 1976–1983: TTC Heusenstamm
- 1983–1986: TTC Grenzau
- 1986–1989: ATSV Saarbrücken
- 1989–1994: TSV Heilbronn-Sontheim
- 1994–1996: TTC Frickenhausen
- 1996–1997: SV Plüderhausen
- ab 1997: TSV Sontheim

## Privat
Jürgen Rebel ist verheiratet mit Ehefrau Heidi. Er hat einen Sohn Florian (* 1988).

## Turnierergebnisse
| Verband | Veranstaltung                         | Jahr | Ort       | Land | Einzel       | Doppel           | Mixed     | Team |
| ------- | ------------------------------------- | ---- | --------- | ---- | ------------ | ---------------- | --------- | ---- |
| FRG     | Jugend-Europameisterschaft (Junioren) | 1981 | Topolcany | TCH  |              |                  | Gold      |      |
| FRG     | Jugend-Europameisterschaft (Junioren) | 1979 | Roma      | ITA  | Halbfinale   |                  | Gold      |      |
| FRG     | Olympische Spiele                     | 1988 | Seoul     | KOR  | keine Teiln. | sofort ausgesch. |           |      |
| FRG     | Weltmeisterschaft                     | 1989 | Dortmund  | FRG  | Qual         | letzte 64        | letzte 64 |      |
| FRG     | Weltmeisterschaft                     | 1987 | New Delhi | IND  | Qual         | letzte 64        | Qual      | 7    |
| FRG     | Weltmeisterschaft                     | 1983 | Tokio     | JPN  | letzte 128   | letzte 64        | letzte 64 | 15   |
| FRG     | Weltmeisterschaft                     | 1981 | Novi Sad  | YUG  | letzte 128   | letzte 16        | letzte 64 | 13   |